# Liao Shengzong
Liao Shengzong ((chinois : 辽圣宗 ; pinyin : liáo shèngzōng), de son vrai nom Yelü Longxu (耶律隆绪, yēlǜ lóngxù), né en 972 et décédé en 1031, était un empereur khitan de la dynastie Liao. Son fils aîné Xingzong lui a succédé.